# Колуза (Калифорния)
Вижте пояснителната страница за други значения на Колуза.
Колуза (на английски: Colusa) е град и окръжен център на окръг Колуза в щата Калифорния, САЩ. Колуза е с население от 5963 жители (по приблизителна оценка от 2017 г.) и обща площ от 4,30 км² (1,70 мили²). Името на града както и това на окръга произлиза от името на индианско племе, живяло на запад от река Сакраменто.